# Nacionalno prvenstvo ZDA 1958
Nacionalno prvenstvo ZDA 1958 v tenisu.

## Moški posamično
Ashley Cooper :  Malcolm Anderson  6-2 3-6 4-6 10-8 8-6

## Ženske posamično
Althea Gibson :  Darlene Hard  3-6, 6-1, 6-2

## Moške dvojice
Alex Olmedo /  Ham Richardson :  Sam Giammalva /  Barry MacKay 3–6, 6–3, 6–4, 6–4

## Ženske dvojice
Jeanne Arth /  Darlene Hard :  Althea Gibson /  Maria Bueno 2–6, 6–3, 6–4

## Mešane dvojice
Margaret Osborne /   Neale Fraser :  Maria Bueno /  Alex Olmedo 6–3, 3–6, 9–7